# Branchiomma nigromaculatum
Branchiomma nigromaculatum är en ringmaskart som först beskrevs av Baird 1865.  Branchiomma nigromaculatum ingår i släktet Branchiomma och familjen Sabellidae. Inga underarter finns listade i Catalogue of Life.